# Quasi-Park Narodowy Kitakyūshū
Quasi-Park Narodowy Kitakyūshū (jap. 北九州国定公園 Kitakyūshū Kokutei Kōen) – quasi-park narodowy na wyspie Kiusiu, w Japonii.
Park obejmuje tereny usytuowane w prefekturze Fukuoka, o łącznym obszarze 82,49 km².